# ジャック・リヴェット
ジャック・リヴェット（Jacques Rivette, 1928年3月1日 - 2016年1月29日） は、フランスの映画監督、脚本家、映画批評家、雑誌編集者。『カイエ・デュ・シネマ』誌元編集長であり、ヌーヴェルヴァーグの中心的人物である。

## 来歴
1928年3月1日、フランス・セーヌ＝マリティーム県ルーアンに生まれる。1950年5月、エリック・ロメールが主宰するシネクラブ・デュ・カルティエ・ラタンから機関誌『ラ・ガゼット・デュ・シネマ』をロメールとともに創刊する。同誌にはジャン＝リュック・ゴダールもハンス・リュカス名義で執筆していた。キオスク店頭からすぐなくなるほど売れた雑誌であったが、アンドレ・バザンら左岸のもうひとつのシネクラブであるオブジェクティフ49による『カイエ・デュ・シネマ』の創刊の動きに合流すべく、11月号を以て廃刊した。1952年2月、『カイエ・デュ・シネマ』に映画批評を書くようになり、この時期にリヴェットが執筆した論文には1953年の5月号に掲載された『ハワード・ホークスの天才性』などがある。その後、二代目編集長のロメールの後を受け、1963年から65年まで同誌の三代目編集長を務めた。
映画監督としては1949年から短編映画の製作を始め、ゴダールが主演を務めた『ル・カドリーユ』（1950年）や『王手飛車取り』（1956年）など数本を製作した。1958年から長編映画に取り掛かり、2年後の1960年に長編処女作『パリはわれらのもの』を発表。同作は英国映画協会サザーランド杯を受賞した。本作はフランソワ・トリュフォーの会社レ・フィルム・デュ・キャロッスとクロード・シャブロルのAJYMフィルムとの共同で製作。リヴェット自身を始め、シャブロルやゴダール、さらにはジャック・ドゥミまでもが出演した。トリュフォーは『突然炎のごとく』（1962年）の劇中でジャンヌ・モローにこの作品のタイトルを叫ばせている。本作で確立された台本を用いない即興的な演出スタイルはキャリアを通して守られている。その後、1966年にアンナ・カリーナを主演に迎えて製作した長編2作目の『修道女』を発表。第19回カンヌ国際映画祭のコンペティション部門に出品されたが、その内容が反宗教的と判断されて一時は上映禁止処分を受けた。1969年にビュル・オジエを主演に起用した4時間12分の長編『狂気の愛』は自身2度目となる英国映画協会サザーランド杯を受賞した。
1971年の『アウト・ワン』は上映時間が12時間40分にも及ぶ映画史上他に類例を見ない長尺な作品であり、本作の短縮版として1974年に発表した『アウト・ワン スペクトル』の上映時間も4時間15分に上る。どちらも日本では長らく劇場未公開であったが、2008年に開催された「ジャック・リヴェット・レトロスペクティヴ」と題した特集上映で初公開された。また、1974年には短編を含む4作を製作。その内の長編『セリーヌとジュリーは舟でゆく』はロカルノ国際映画祭で審査員特別賞を受賞し、ジル・ドゥルーズに絶賛された。
1980年代にはビュル・オジエとパスカル・オジェの親子を共演させた『北の橋』（1981年）やジェーン・バーキンとジェラルディン・チャップリンを起用した『地に堕ちた愛』（1984年）、エミリー・ブロンテの同名小説の舞台を1930年代の南フランスに移した『嵐が丘』（1985年）などを製作した。1989年の『彼女たちの舞台』は第39回ベルリン国際映画祭で国際映画批評家連盟賞を受賞した。
1991年、オノレ・ド・バルザックの『知られざる傑作』を元にした『美しき諍い女』を発表。第44回カンヌ国際映画祭で審査員グランプリを受賞した。美術モデル役を演じた女優エマニュエル・ベアールは序盤を除くほとんどのシーンをヌードで演じ、リヴェットとともに高い評価を得た。同年、ロカルノ国際映画祭で名誉豹賞を受賞。1994年にはサンドリーヌ・ボネールを起用し、ジャンヌ・ダルクの生涯を全2部作で映画化した。
2000年代に入り、2001年の『恋ごころ』が第54回カンヌ国際映画祭、2007年の『ランジェ公爵夫人』が第57回ベルリン国際映画祭、2009年の『ジェーン・バーキンのサーカス・ストーリー』が第66回ヴェネツィア国際映画祭にそれぞれ出品されるなど、80歳を過ぎても第一線で活動していた。
2016年1月29日、パリに於いて死去。87歳没。

## 作品

### 長編
- パリはわれらのもの Paris nous appartient （1960年）
- 修道女 Suzanne Simonin, la Religieuse de Diderot （1966年）
- 狂気の愛 L'amour fou （1969年）
- アウト・ワン Out 1 : Noli me tangere （1971年）
- アウト・ワン スペクトル Out 1 : Spectre （1974年）
- セリーヌとジュリーは舟でゆく Céline et Julie vont en bateau （1974年）
- デュエル Duelle, une quarantaine （1976年）
- ノロワ Noroît （1976年）
- メリー・ゴー・ラウンド Merry-Go-Round （1981年）
- 北の橋 Le Pont du Nord （1981年）
- 地に堕ちた愛 L'amour par terre （1984年）
- 嵐が丘 Hurlevent （1985年）
- 彼女たちの舞台 La bande des quatre （1989年）
- 美しき諍い女 La belle noiseuse （1991年）
- 美しき諍い女/ディヴェルティメント Divertimento （1992年）
- ジャンヌ・ダルク 愛と自由の天使 Jeanne la Pucelle I - Les batailles （1994年）
- ジャンヌ・ダルク 薔薇の十字架 Jeanne la Pucelle II - Les prisons （1994年）
- パリでかくれんぼ Haut bas fragile （1995年）
- シークレット・ディフェンス Secret défense （1998年）
- 恋ごころ Va savoir （2001年）
- Mの物語 Histoire de Marie et Julien （2003年）
- ランジェ公爵夫人 Ne touchez pas la hache （2007年）
- ジェーン・バーキンのサーカス・ストーリー 36 vues du Pic Saint-Loup （2009年） 別題 『小さな山のまわりで』

### 短編
- オー・カトル・コワン  Aux quatre coins （1949年）
- ル・カドリーユ  Le quadrille （1950年）
- ル・ディヴェルティスマン  Le divertissement （1952年）
- 王手飛車取り  Le coup du berger （1956年）
- 現代の映画作家 ジャン・ルノワール （1966-67年） テレビシリーズ『われらの時代のシネアストたち』の以下の4編をまとめた邦題
  - Portrait de Michel Simon par Jean Renoir ou Portrait de Jean Renoir par Michel Simon ou La direction d'acteurs: dialogue （1966年）
  - Jean Renoir le patron, 1re partie: La recherche du relatif （1967年）
  - Jean Renoir le patron, 2e partie: La direction d'acteur （1967年）
  - Jean Renoir le patron, 3e partie: La règle et l'exception （1967年）
- 攻撃性についてのエセー Essai sur l'agression （1974年）
- プロメテウスの誕生と死 Naissance et monr de Prométhée （1974年）
- パリは去りゆく Paris s'en va （1981年）
- ニノンの冒険 Une Aventure de Ninon （1995年） オムニバス『キング・オブ・フィルム/巨匠たちの60秒』の1編